# Mammillaria moelleriana

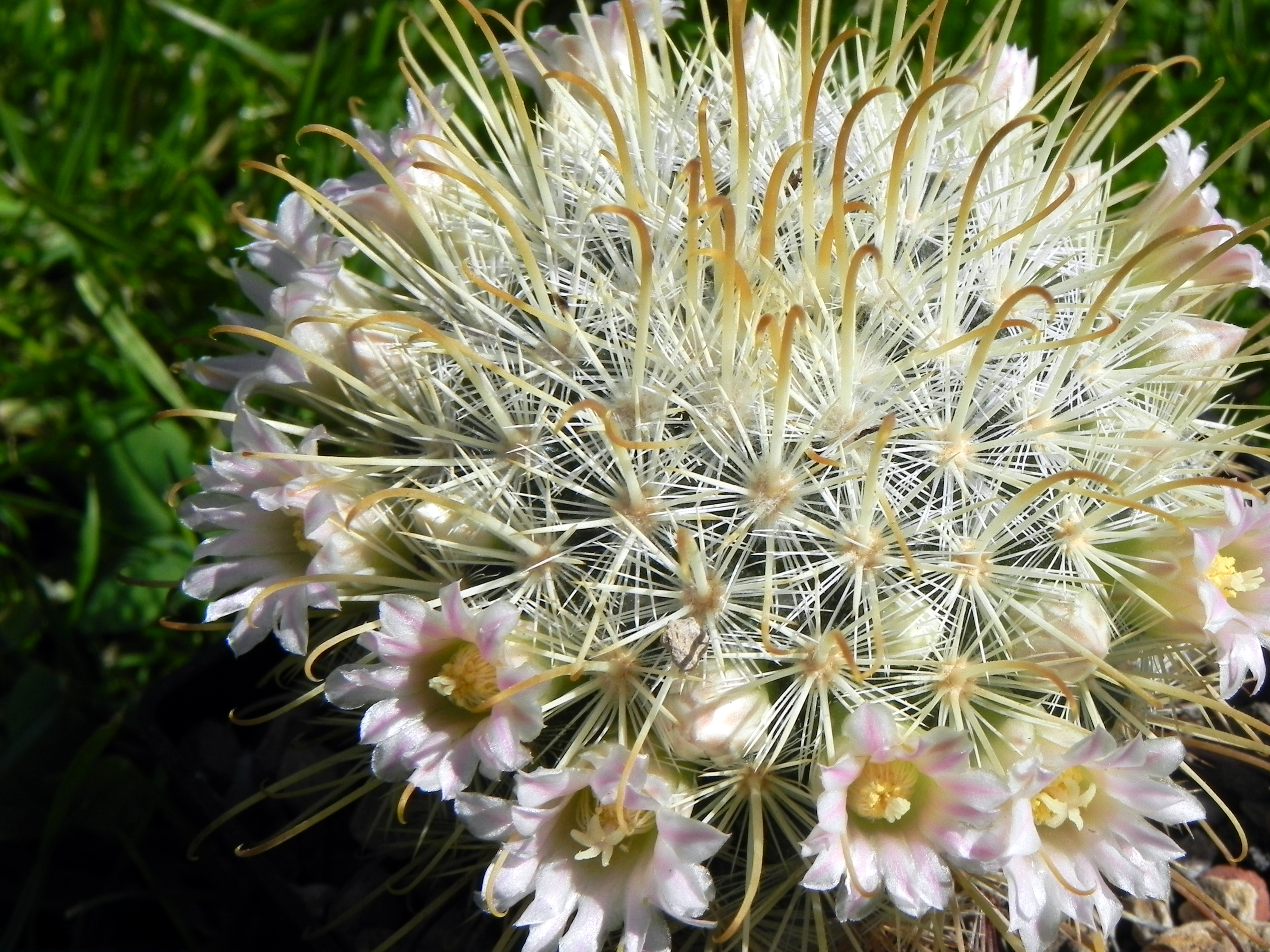
Mammillaria moelleriana

Mammillaria moelleriana ist eine Pflanzenart aus der Gattung Mammillaria in der Familie der Kakteengewächse (Cactaceae).

## Beschreibung
Mammillaria moelleriana wächst einzeln mit abgeflachten, kugeligen bis zylindrischen Trieben, welche glänzend grün und bis zu 11 Zentimeter hoch und bis zu 10 Zentimeter im Durchmesser groß werden. Die zylindrisch bis eiförmig geformten Warzen sind fest und enthalten keinen Milchsaft. Die Axillen sind zuerst wollig, später nackt. Die 8 bis 10 Mitteldornen sind honiggelb bis dunkel rötlich braun mit zum Teil gelber Basis. Die unteren sind gehakt, die oberen kürzer und gerade. Die 35 bis 50 Randdornen sind nadelig, weiß mit gelber Basis und 7 bis 9 Millimeter lang.
Die Blüten sind weiß bis gelb und haben einen rosa Mittelstreifen. Sie sind bis zu 2 Zentimeter lang und haben einen gleich großen Durchmesser. Die grünlich weißen, keuligen Früchte sind bis zu 1,5 Zentimeter lang. Sie enthalten schwarze Samen.

## Verbreitung, Systematik und Gefährdung
Mammillaria moelleriana ist in den mexikanischen Bundesstaaten Durango und Zacatecas verbreitet.
Die Erstbeschreibung erfolgte 1924 durch Friedrich Bödeker. Nomenklatorische Synonyme sind Neomammillaria moelleriana (Boed.) Britton & Rose (1926), Ebnerella moelleriana (Boed.) Buxb. (1951), Chilita moelleriana (Boed.) Buxb. (1954) und Escobariopsis moelleriana (Boed.) Doweld (2000).
Mammillaria moelleriana wird in der Roten Liste gefährdeter Arten der IUCN als „Least Concern (LC)“, d. h. als in der Natur nicht gefährdet, eingestuft.

## Nachweise